# Liste des titres musicaux numéro un en Allemagne en 1960
Cette page liste les titres numéro un dans les meilleures ventes de disques en Allemagne pour l'année 1960 selon Media Control Charts.
Les classements sont issus des 100 meilleures ventes de singles. Ils se déroulent du vendredi au jeudi, et sont publiés le mardi par l'industrie musicale allemande.

## Classement des singles
| №  | Date         | Artiste                             | Titre                                            |
| -- | ------------ | ----------------------------------- | ------------------------------------------------ |
| 1  | 2 janvier    | Rocco Granata                       | Marina                                           |
| 2  | 9 janvier    | Rocco Granata                       | Marina                                           |
| 3  | 16 janvier   | Rocco Granata                       | Marina                                           |
| 4  | 23 janvier   | Rocco Granata                       | Marina                                           |
| 5  | 30 janvier   | Rocco Granata                       | Marina                                           |
| 6  | 6 février    | Rocco Granata                       | Marina                                           |
| 7  | 13 février   | Rocco Granata                       | Marina                                           |
| 8  | 20 février   | Rocco Granata                       | Marina                                           |
| 9  | 27 février   | Rocco Granata                       | Marina                                           |
| 10 | 5 mars       | Jan & Kjeld (de)                    | Banjo Boy                                        |
| 11 | 12 mars      | Jan & Kjeld (de)                    | Banjo Boy                                        |
| 12 | 19 mars      | Jan & Kjeld (de)                    | Banjo Boy                                        |
| 13 | 26 mars      | Jan & Kjeld (de)                    | Banjo Boy                                        |
| 14 | 2 avril      | Jan & Kjeld (de)                    | Banjo Boy                                        |
| 15 | 9 avril      | Jan & Kjeld (de)                    | Banjo Boy                                        |
| 16 | 16 avril     | Jan & Kjeld (de)                    | Banjo Boy                                        |
| 17 | 23 avril     | Jan & Kjeld (de)                    | Banjo Boy                                        |
| 18 | 30 avril     | Jan & Kjeld (de)                    | Banjo Boy                                        |
| 19 | 7 mai        | Jan & Kjeld (de)                    | Banjo Boy                                        |
| 20 | 14 mai       | Heidi Brühl                         | Wir wollen niemals auseinandergeh'n              |
| 21 | 21 mai       | Heidi Brühl                         | Wir wollen niemals auseinandergeh'n              |
| 22 | 28 mai       | Heidi Brühl                         | Wir wollen niemals auseinandergeh'n              |
| 23 | 4 juin       | Heidi Brühl                         | Wir wollen niemals auseinandergeh'n              |
| 24 | 11 juin      | Heidi Brühl                         | Wir wollen niemals auseinandergeh'n              |
| 25 | 18 juin      | Heidi Brühl                         | Wir wollen niemals auseinandergeh'n              |
| 26 | 25 juin      | Heidi Brühl                         | Wir wollen niemals auseinandergeh'n              |
| 27 | 2 juillet    | Dalida                              | Milord                                           |
| 28 | 9 juillet    | Dalida                              | Milord                                           |
| 29 | 16 juillet   | Dalida                              | Milord                                           |
| 30 | 23 juillet   | Dalida                              | Milord                                           |
| 31 | 30 juillet   | Ted Herold                          | Moonlight                                        |
| 32 | 6 août       | Ted Herold                          | Moonlight                                        |
| 33 | 13 août      | Ted Herold                          | Moonlight                                        |
| 34 | 20 août      | Ted Herold                          | Moonlight                                        |
| 35 | 27 août      | Ted Herold                          | Moonlight                                        |
| 36 | 3 septembre  | Vico Torriani                       | Kalkutta liegt am Ganges                         |
| 37 | 10 septembre | Vico Torriani                       | Kalkutta liegt am Ganges                         |
| 38 | 17 septembre | Caterina Valente & Silvio Francesco | Itsy Bitsy Teenie Weenie Yellow Polka Dot Bikini |
| 39 | 24 septembre | Caterina Valente & Silvio Francesco | Itsy Bitsy Teenie Weenie Yellow Polka Dot Bikini |
| 40 | 1er octobre  | Caterina Valente & Silvio Francesco | Itsy Bitsy Teenie Weenie Yellow Polka Dot Bikini |
| 41 | 8 octobre    | Connie Francis                      | Die liebe ist ein seltsames Spiel                |
| 42 | 15 octobre   | Connie Francis                      | Die liebe ist ein seltsames Spiel                |
| 43 | 22 octobre   | Lale Andersen                       | Ein Schiff wird kommen                           |
| 44 | 29 octobre   | Lale Andersen                       | Ein Schiff wird kommen                           |
| 45 | 5 novembre   | Lale Andersen                       | Ein Schiff wird kommen                           |
| 46 | 12 novembre  | Lale Andersen                       | Ein Schiff wird kommen                           |
| 47 | 19 novembre  | Lale Andersen                       | Ein Schiff wird kommen                           |
| 49 | 26 novembre  | Lale Andersen                       | Ein Schiff wird kommen                           |
| 50 | 3 décembre   | Lale Andersen                       | Ein Schiff wird kommen                           |
| 51 | 10 décembre  | Lale Andersen                       | Ein Schiff wird kommen                           |
| 52 | 17 décembre  | Lale Andersen                       | Ein Schiff wird kommen                           |
| 53 | 24 décembre  | Lale Andersen                       | Ein Schiff wird kommen                           |
| 54 | 31 décembre  | Blue Diamonds                       | Ramona                                           |